# 妆饰鬚鯊
妆饰须鲨，为軟骨魚綱鬚鯊目须鲨科须鲨属的一種，於1883年由查爾斯·沃爾特·德·維斯(Charles Walter De Vis所命名。

## 分布
本魚分布于西太平洋區，包括印尼、新幾內亞、澳洲等海域。

## 深度
水深0至100公尺。

## 特徵
本魚體平扁，口次端位，前面牙齒細長，單一尖頭。噴水孔大，在眼之水平直徑之位置以下。眼之後方有一、二枚乳突，頭側觸鬚較少，頸部有鬚。鼻辮分枝多分叉。第二背鰭顯然較第一背鰭小。背面有黑的鞍狀斑，並具有淡色的斑塊與斑點，不成網狀線。體長可達290公分。

## 生態
本魚主要棲息在沿海礁沙混合且海藻繁生的海床，為大型底棲鯊類，活動少，常蟄伏於海床，大部分活動和進食都發生在夜間，伺機捕食魚類、甲殼動物或軟體動物，卵胎生，雌魚一次可產下超過12尾幼魚，妊娠需要近一年的時間，幼魚在九月或十月孵化。齒銳利，但它會在受到干擾時咬人，捕捉時須注意。

## 經濟利用
食用魚，可醃製成沙魚煙，製成魚漿或魚丸。